# Nemsdorf-Göhrendorf
Nemsdorf-Göhrendorf – gmina w Niemczech, w kraju związkowym Saksonia-Anhalt, w powiecie Saale, siedziba gminy związkowej Weida-Land.